# Microbiston tartaricus
Microbiston tartaricus är en fjärilsart som beskrevs av Otto Staudinger 1882. Microbiston tartaricus ingår i släktet Microbiston och familjen mätare. Inga underarter finns listade i Catalogue of Life.